# The Kabuki Warriors
The Kabuki Warriors – żeński tag team w profesjonalnym wrestlingu, w którego skład wchodzą Asuka i Kairi Sane. Przed rozpadem występowały w federacji WWE, przynależąc do brandu Raw, a obecnie po ponownym zjednoczeniu przynależą do brandu SmackDown. Grupa została zainicjowana przez Paige, która pełniła funkcję menedżera zespołu do października 2019 roku.

## Historia

### WWE Women’s Tag Team Champions (2019–2020)
Podczas odcinka SmackDown z 9 kwietnia 2019, emerytowana wrestlerka Paige poinformowała, że w następnym tygodniu przedstawi nową drużynę do walki z ówczesnym posiadaczkami WWE Women’s Tag Team Championship The IIconics (Billie Kay i Peyton Royce). Nową drużyną okazały się być Asuka i Kairi Sane, razem znane pod pseudonimem „The Kabuki Warriors”, które jeszcze tego samego dnia połączyły siły z Bayley i Ember Moon, aby pokonać The IIconics, Mandy Rose i Sonyę Deville. 28 czerwca Kabuki Warriors pokonały The IIconics podczas Live Eventu w Tokio, wskutek czego Asuka i Sane otrzymały pojedynek o tytuły przeciwko mistrzyniom, który odbył się 16 lipca na SmackDown, gdzie Kay i Royce zostały wyliczone poza ringiem, w wyniku czego zachowały mistrzostwo.
5 sierpnia na Raw, Kabuki Warriors wzięły udział w Fatal 4-way elimination tag team matchu, którego stawką było WWE Women’s Tag Team Championship, jednak nie udało im się wygrać, zostając ostatnią wyeliminowaną drużyną przez zwyciężczynie Alexę Bliss i Nikki Cross. Podjęły ponownej, nieudanej próby zdobycia mistrzostwa 12 sierpnia na SmackDown. Otrzymały kolejny rewanż na Hell in a Cell, gdzie Asuka splunęła drażniącą oczy zieloną mgłą w twarz Cross pod nieuwagę sędziego, przypinając ją i zdobywając tytuły. 14 października, w ramach corocznego Draftu nowe mistrzynie zostały przeniesione do brandu Raw. 
28 października na Raw Kabuki Warriors stały się antagonistkami, po tym jak Asuka po raz kolejny wypluła zieloną mgłę, tym razem na swoją menedżerkę Paige. Na pomoc Paige przybiegła posiadaczka WWE Raw Women’s Championship Becky Lynch, atakując mistrzynie WWE Women’s Tag Team. 
Duet zachował swoje mistrzostwa przeciwko Dakocie Kai i Tegan Nox 30 października na odcinku NXT oraz przeciwko Becky Lynch i Charlotte Flair na Raw z 11 listopada. Obie członkinie Kabuki Warriors były reprezentantkami brandu Raw, w żeńskim 5-on-5 Survivor Series interbrand elimiation matchu, w którym Asuka splunęła zieloną mgłą na swoją partnerkę drużynową Charlotte Flair, powodując jej eliminację. Doprowadziło to do rywalizacji pomiędzy Kabuki Warriors, a sojuszem Becky Lynch i Charlotte Flair. Na Starrcade Asuka i Sane pokonały Bayley i Sashę Banks, Alexę Bliss i Nikki Cross oraz Lynch i Flair, broniąc mistrzostwa WWE Women’s Tag Team. W walce wieczoru gali TLC: Tables Ladders & Chairs Kabuki Warriors zmierzyły się z Lynch i Flair, w specjalnej stypulacji Tables, Ladders and Chairs matchu wraz z WWE Women’s Tag Team Championship na szali,  gdzie mistrzynie odniosły zwycięstwo. Po zakończeniu rywalizacji, Asuka wyzwała Lynch na walkę o dzierżawione przez nią WWE Raw Women’s Championship na Royal Rumble, jednak nie udało jej się zdobyć mistrzostwa. Nie powiodło jej się również, w rewanżu na Raw, 10 lutego 2020. 
Następnie Kabuki Warriors ponownie wdały się w rywalizację z Alexą Bliss i Nikki Cross, co spowodowało pojedynek pomiędzy dwoma drużynami na WrestleManii 36, gdzie Asuka i Sane utraciły tytuły, kończąc 180-dniowe i zarazem najdłuższe panowanie w historii mistrzostw WWE Women’s Tag Team. Bliss i Cross zwyciężyły Kabuki Warriors, w rewanżu na SmackDown, 10 kwietnia.

### Panowanie Asuki jako mistrzyni Raw Women’s (2020)
10 maja na Money in the Bank Asuka wygrała kobiecy Money in the Bank ladder match, zdobywając walizkę z kontraktem gwarantującym jej walkę o mistrzostwo w dowolnym miejscu i czasie. Następnego dnia na Raw posiadaczka WWE Raw Women’s Championship Becky Lynch poinformowała Asukę, iż w walizce nie znajduje się kontrakt na walkę o mistrzostwo, a same mistrzostwo kobiet Raw, zwakowane przez Lynch z powodu ciąży. Asuka wiwatowała i skandowała imię Lynch po usłyszeniu wiadomości o ciąży zawodniczki, zmieniając się z powrotem w postać face'a. W lipcu Kabuki Warriors rozpoczęły feud ze SmackDown Women’s Championką Bayley i Sashą Banks, które wówczas były posiadaczkami WWE Women’s Tag Team Championship. 19 lipca na The Horror Show at Extreme Rules Asuka broniła swojego mistrzostwa przeciwko Banks. Pod koniec walki mistrzyni przypadkowo napluła zieloną mgiełką na twarz sędziego, oślepiając go. Sytuacje wykorzystała przyjaciółka Banks, Bayley, która powaliła Asukę pasem mistrzowskim, a następnie założyła koszulkę sędziego, licząc przypięcie i nieoficjalnie ogłaszając swoją przyjaciółkę zwyciężczynią, kradnąc pas mistrzowski. Następnego dnia na Raw Stephanie McMahon ogłosiła, że walka z poprzedniej nocy zakończyła się bez rezultatu, wskutek czego Asuka wciąż była mistrzynią. Zaplanowała ona jednak rewanż na następny tydzień, gdzie jeśli podczas walki Asuka zostanie przypięta, poddana, zdyskwalifikowana lub wyliczona poza ringiem, straci tytuł. Tego samego dnia Kairi Sane pokonała Bayley, w swojej ostatniej walce przed wyjazdem do Japonii. Rewanż zakończył się wyliczeniem poza ringowym Asuki, która pobiegła obronić swoją przyjaciółkę Kairi Sane przed atakiem Bayley. Tą walką panowanie Asuki zakończyło się po 96 dniach. Po tym incydencie Kabuki Warriors rozpadło się, ze względu na odejście z ringu w WWE Sane, spowodowane powrotem do rodzinnej Japonii, co ogłosiła na swoim oficjalnym Twitterze. 

#### Po rozpadzie
Po odejściu Sane z roli zawodniczej w WWE, Asuka kontynuowała rywalizację z Banks i Bayley, mierząc się z nimi obiema na SummerSlam. Na tejże gali Asuka uległa Bayley, w walce o WWE SmackDown Women’s Championship, po interwencji Sashy Banks, jednakże w drugiej walce Asuka odzyskała WWE Raw Women’s Championship, pokonując Banks. Następnego dnia, czyli 24 sierpnia, Asuka obroniła tytuł w starciu rewanżowym, którym był lumberjack match, kończąc rywalizację.

### Ponowne pojednanie i dołączenie do Damage CTRL (2023–obecnie)
4 listopada 2023, Sane niespodziewanie wróciła do WWE na Crown Jewel i pomogła swojej dawnej sojuszniczce Iyo Sky obronić WWE Women’s Championship w walce z Biancą Belair. 10 listopada na odcinku SmackDown, Sane wybaczyła Bayley jej czyny z 2020 roku i dołączyła do jej drużyny, Damage CTRL. Podczas sześcioosobowego tag team matchu, w którym Asuka z Biancą Belair i Charlotte Flair walczyły z Damage CTRL (Bayley, Iyo Sky i Sane), Asuka odwróciła się od swoich koleżanek z drużyny i ponownie połączyła się Sane, tym razem również jako część Damage CTRL. Asuka i Sane wraz z Bayley i Sky reprezentowały Damage CTRL w WarGames matchu przeciwko Flair, Belair, Becky Lynch i Shotzi na Survivor Series: WarGames, przegrywając po tym jak Lynch przypięła Bayley. 
Pod koniec stycznia Asuka i Sane wyzwały Katanę Chance i Kayden Carter do walki o WWE Women’s Tag Team Championship, która odbyła się na SmackDown 26 stycznia 2024. Walka zakończyła się na korzyść The Kabuki Warriors, które po raz drugi wspólnie zostały mistrzyniami WWE Women’s Tag Team. Duet Asuki i Sane brał udział w kobiecym Royal Rumble matchu wchodząc do walki z numerami kolejno 7 i 11. Walkę wygrała ich liderka z Damage CTRL, Bayley.
Asuka i Sane obroniły swój tytuł w starciu rewanżowym z Chance i Carter na Raw 5 lutego oraz podczas kickoffu Elimination Chamber: Perth przeciwko Candice LeRae i Indi Hartwell. Zdołały to również uczynić zmagając się z NXT Women’s Championką Lyrą Valkyrią i Tatum Paxley na NXT: Roadblock, a następnie z Shayną Baszler i Zoey Stark na Raw 11 marca.

## Styl walki
- Menedżerowie
  - Paige (2019)
  - Dakota Kai (jako część Damage CTRL; 2023–2024)[40]
- Motywy muzyczne
  - „Reigning Warriors” ~ def rebel (WWE; od 1 grudnia 2019 do 29 lipca 2020; od 10 listopada 2023)[32]

### Ruchy
- Finishery
  - Asuka
    - Asuka Lock (Crossface chickenwing połączone z bodyscissors)[41]
    - Green Mist (Asian mist)[8]
    - Buzzsaw Kick (High-speed roundhouse kick, wykonywany na stojącym, bądź siedzącym przeciwniku)[42]

  - Kairi Sane
    - Insane Elbow (WWE) (Diving elbow drop)[43]
    - Ikari / The Anchor (Bridging cross-legged Boston crab)
- Drużynowe finishery
  - Assisted Insane Elbow (Reverse DDT (Asuka) połączone z diving elbow dropem wykonywanym przez Sane)[44]

## Mistrzostwa i osiągnięcia
Poniższa lista przedstawia wyłącznie osiągnięcia, które zostały zdobyte podczas trwania drużyny. Dlatego też, mimo że Asuka jest trzykrotną posiadaczką WWE (Raw) Women’s Championship, to tylko jedno z jej panowań miało miejsce podczas jej sojuszu z Sane.
- Pro Wrestling Illustrated
  - PWI sklasyfikowało je na miejscu 9. wśród 50 najlepszych drużyn roku 2020[45]
- WWE
  - WWE Raw Women’s Championship (1 raz) – Asuka[46]
  - WWE Women’s Tag Team Championship (2 razy, obecnie)[47]
  - Zwyciężczyni kontraktu Money in the Bank kobiet (2020) – Asuka[48]
  - WWE Year-End Award dla kobiecego tag teamu roku (2019)[49]